# 聖心美容クリニック
聖心美容クリニック（せいしんびようくりにっく)は、東京など日本国内で9院を開院している美容クリニック( 美容整形・美容外科・美容皮膚科)。
- 正式名称は、医療法人社団美翔会。
- 理事長は、鎌倉達郎かまくら たつろう（宮崎医科大学卒）。
- 所在は、東京都港区六本木6-6-9 ピラミデ 2階。

2019年3月、実在する悪徳美容クリニックを擬人化したWEBムービーを公開した。